# Шордур
Шорду́р (рос. Шордур, марій. Шордӱр) — присілок у складі Моркинського району Марій Ел, Росія. Входить до складу Семісолинського сільського поселення.

## Населення
Населення — 283 особи (2010; 331 у 2002).
Національний склад (станом на 2002 рік):
- лучні марійці — 98 %